# Iduna (geslacht)
Iduna is een geslacht van zangvogels uit de familie Acrocephalidae (rietzangers). 

## Soorten
Het geslacht telt zes soorten:
- Iduna caligata  – Kleine spotvogel
- Iduna natalensis  – Gele rietzanger
- Iduna opaca  – Westelijke vale spotvogel
- Iduna pallida  – Oostelijke vale spotvogel
- Iduna rama  – Sykes' spotvogel
- Iduna similis  – Bamboerietzanger